# Simon Köpf
Simon Köpf (* 25. März 1987 in Schwäbisch Gmünd) ist ein ehemaliger deutscher Fußballspieler.

## Karriere
In der Jugend spielte Köpf für den VfL Iggingen, 1. FC Normannia Gmünd sowie für den SSV Ulm 1846. Im Sommer 2006 wechselte der Abwehrspieler zur zweiten Mannschaft des VfR Aalen. Ab der Saison 2007/08 kam er dort auch in der ersten Mannschaft zum Einsatz. Von Februar 2009 bis 2013 spielte er für die Stuttgarter Kickers, mit denen er am Saisonende aus der 3. Fußball-Liga abstieg. Nach drei Jahren in der Regionalliga Süd gelang Köpf 2012 der Wiederaufstieg mit den Kickers in die dritthöchste Spielklasse.
2013 beendete er seine Profikarriere und schloss sich dem Landesligisten TSV Essingen an, wo er eine kaufmännische Ausbildung beim Sponsor des Vereins begann. 2014 stieg er mit der Mannschaft in die sechstklassige Verbandsliga auf. Ab 2019 fungierte Köpf als spielender Co-Trainer des Vereins, ehe er im März 2022 zum neuen Cheftrainer wurde. 2023 führte er den Vereins zur Verbandsligameisterschaft und dem damit verbundenen erstmaligen Aufstieg in die Oberliga Baden-Württemberg.